# 小行星8790
小行星8790（英語：8790）是一颗围绕太阳公转的小行星。1978年11月7日，埃莉諾·赫琳、舒爾特·巴斯在帕洛马山发现了此天体。
这颗小行星的绝对星等为260.93722等。